# Дубље (Богатић)
Дубље је насеље у Србији у општини Богатић у Мачванском округу. Дубље је друго по величини село у Мачви.
Према попису из 2022. било је 2424 становника.

## Знаменитости
У Дубљу се 14/26. јула 1815. године одиграо Бој на Дубљу, којим је завршен оружани део Другог српског устанка и где су погинуле српске војводе Милић Дринчић и Сима Ненадовић.
- Споменички комплекс пређашњих ратова
- Споменик Сими Ненадовићу
- Споменик Милићу Дринчићу

Дубље је познато и по томе што су тамо у истој цркви - спомен костурници Вазнесења Христовог сахрањени и српски и аустроугарски (тј. чешки) војници погинули у Првом светском рату. Комплекс споменика посвећених ранијим ратовима се налази југоисточно од цркве подигнуте 1936. године, а састоји се од постамента са споменицима учесницима ратова од 1912—1918. године и од 1941—1945. године, као и спомен бисте војвода Милића Дринчића и Симе Ненадовића.

## Први светски рат
Радисав Симић из Ропочева код Београда, припадник 18. пука Дунавске дивизије један је од сведока дивљања аустроугарских војника 1914. године у Мачви. Под заклетвом, Симић је изјавио следеће:
“У селу Дубље код Шапца, у једној кући наишли смо на шесторо заклане деце. Под снажним утицајем тог грозног злочина неколико дана нисам могао ништа да једем… У другој кући није било никога. У трећој смо наишли на човека од око педесет година старости и питамо га какви су то људи били овде што су направили ове страшне злочине. “Не знам ко су, али говоре српски (хрватски – прим. аут.)” – одговори он. У следећој кући наишли смо на четворо деце са одсеченим главама стављеним поред њих а на петом остала глава да виси... Деца су била поређана на столовима. У селима смо наилазили на људе обешене изнад кућног прага, или повешане о стабла воћака и то старци, жене и деца, или су пак поклани у кућама и двориштима...”
Мада је у Загребу било добро познато какве су све злочине у Србији учиниле хрватске јединице, преко свега се ћутке прелазило. Један посланик Хрватског сабора усудио се да каже како су се „Хрватски пукови повратили из Србије као пионири народног јединства“. Јер куд год су пролазили „свуд су налазили народ који говори истим језиком и долазили до увјерења: то је наш народ, против тога народа немамо ништа непријатељскога него, дапаче, осјећај братства, симпатије и љубави“.
У Подравини и Колубарском округу током 1914. године Аустро-Угари убили педесет хиљада српских цивила - жена, деце и стараца. Те злочине су углавном починили Хрвати, који су били у Аустро-Угарској војсци. Убијање српских цивила било је у западној Србији највише и то: у Јадарском срезу (центар Лозница), Рађенском срезу (центар Крупањ), Азбуковачком срезу (центар Љубовија), Поцерском срезу (центар Шабац), Мачванском срезу (центар Богатић) и Колубарском срезу (центар Ваљево).

## Демографија
У насељу Дубље живи 2636 пунолетних становника, а просечна старост становништва износи 40,5 година (39,5 код мушкараца и 41,4 код жена). У насељу има 932 домаћинства, а просечан број чланова по домаћинству је 3,56.
Ово насеље је великим делом насељено Србима (према попису из 2002. године), а у последња три пописа, примећен је пад у броју становника.
|  |

| Демографија | Демографија | Демографија |
| Година      | Становника  | Становника  |
| ----------- | ----------- | ----------- |
| 1948.       | 4.004       |             |
| 1953.       | 4.213       |             |
| 1961.       | 4.123       |             |
| 1971.       | 3.793       |             |
| 1981.       | 3.558       |             |
| 1991.       | 3.532       | 3.408       |
| 2002.       | 3.317       | 3.467       |

| Етнички састав према попису из 2002.‍ | Етнички састав према попису из 2002.‍ | Етнички састав према попису из 2002.‍ | Етнички састав према попису из 2002.‍ | Етнички састав према попису из 2002.‍ |
| ------------------------------------ | ------------------------------------ | ------------------------------------ | ------------------------------------ | ------------------------------------ |
|                                      |                                      |                                      |                                      |                                      |
| Срби                                 | Срби                                 |                                      | 3.274                                | 98,70%                               |
| Роми                                 | Роми                                 |                                      | 24                                   | 0,72%                                |
| Румуни                               | Румуни                               |                                      | 5                                    | 0,15%                                |
| Муслимани                            | Муслимани                            |                                      | 3                                    | 0,09%                                |
| Украјинци                            | Украјинци                            |                                      | 2                                    | 0,06%                                |
| Југословени                          | Југословени                          |                                      | 2                                    | 0,06%                                |
| Црногорци                            | Црногорци                            |                                      | 1                                    | 0,03%                                |
| Хрвати                               | Хрвати                               |                                      | 1                                    | 0,03%                                |
| Словенци                             | Словенци                             |                                      | 1                                    | 0,03%                                |
| Бошњаци                              | Бошњаци                              |                                      | 1                                    | 0,03%                                |
| непознато                            | непознато                            |                                      | 2                                    | 0,06%                                |

| \| \| м \| \| \| ж \| \| ? \| 5 \| \| \| 4 \| \| 80+ \| 26 \| \| \| 36 \| \| 75—79 \| 54 \| \| \| 82 \| \| 70—74 \| 92 \| \| \| 129 \| \| 65—69 \| 102 \| \| \| 130 \| \| 60—64 \| 101 \| \| \| 75 \| \| 55—59 \| 72 \| \| \| 68 \| \| 50—54 \| 119 \| \| \| 90 \| \| 45—49 \| 144 \| \| \| 129 \| \| 40—44 \| 118 \| \| \| 101 \| \| 35—39 \| 104 \| \| \| 119 \| \| 30—34 \| 98 \| \| \| 87 \| \| 25—29 \| 118 \| \| \| 117 \| \| 20—24 \| 105 \| \| \| 117 \| \| 15—19 \| 106 \| \| \| 121 \| \| 10—14 \| 110 \| \| \| 105 \| \| 5—9 \| 100 \| \| \| 88 \| \| 0—4 \| 85 \| \| \| 60 \| \| Просек : \| 39,5 \| \| \| 41,4 \| |      |  |  |      |
| |      |  |  |      |
| | м    |  |  | ж    |
| ? | 5    |  |  | 4    |
| 80+ | 26   |  |  | 36   |
| 75—79 | 54   |  |  | 82   |
| 70—74 | 92   |  |  | 129  |
| 65—69 | 102  |  |  | 130  |
| 60—64 | 101  |  |  | 75   |
| 55—59 | 72   |  |  | 68   |
| 50—54 | 119  |  |  | 90   |
| 45—49 | 144  |  |  | 129  |
| 40—44 | 118  |  |  | 101  |
| 35—39 | 104  |  |  | 119  |
| 30—34 | 98   |  |  | 87   |
| 25—29 | 118  |  |  | 117  |
| 20—24 | 105  |  |  | 117  |
| 15—19 | 106  |  |  | 121  |
| 10—14 | 110  |  |  | 105  |
| 5—9 | 100  |  |  | 88   |
| 0—4 | 85   |  |  | 60   |
| Просек : | 39,5 |  |  | 41,4 |

| Година пописа     | 1948. | 1953. | 1961. | 1971. | 1981. | 1991. | 2002. |
| ----------------- | ----- | ----- | ----- | ----- | ----- | ----- | ----- |
| Број домаћинстава | 754   | 826   | 944   | 970   | 939   | 980   | 932   |

| Број чланова      | 1   | 2   | 3   | 4   | 5   | 6   | 7  | 8  | 9 | 10 и више | Просек |
| ----------------- | --- | --- | --- | --- | --- | --- | -- | -- | - | --------- | ------ |
| Број домаћинстава | 169 | 166 | 133 | 161 | 130 | 114 | 40 | 15 | 2 | 2         | 3,56   |

| Пол    | Укупно | Неожењен/Неудата | Ожењен/Удата | Удовац/Удовица | Разведен/Разведена | Непознато |
| ------ | ------ | ---------------- | ------------ | -------------- | ------------------ | --------- |
| Мушки  | 1.364  | 389              | 846          | 82             | 44                 | 3         |
| Женски | 1.405  | 253              | 842          | 277            | 27                 | 6         |
| УКУПНО | 2.769  | 642              | 1.688        | 359            | 71                 | 9         |

| Пол    | Укупно                    | Пољопривреда, лов и шумарство | Рибарство                            | Вађење руде и камена | Прерађивачка индустрија       |
| ------ | ------------------------- | ----------------------------- | ------------------------------------ | -------------------- | ----------------------------- |
| Мушки  | 963                       | 723                           | 1                                    | 3                    | 108                           |
| Женски | 543                       | 438                           | 0                                    | 0                    | 13                            |
| Укупно | 1.506                     | 1.161                         | 1                                    | 3                    | 121                           |
|        |                           |                               |                                      |                      |                               |
| Пол    | Производња и снабдевање   | Грађевинарство                | Трговина                             | Хотели и ресторани   | Саобраћај, складиштење и везе |
| Мушки  | 9                         | 28                            | 25                                   | 7                    | 16                            |
| Женски | 1                         | 1                             | 23                                   | 1                    | 4                             |
| Укупно | 10                        | 29                            | 48                                   | 8                    | 20                            |
|        |                           |                               |                                      |                      |                               |
| Пол    | Финансијско посредовање   | Некретнине                    | Државна управа и одбрана             | Образовање           | Здравствени и социјални рад   |
| Мушки  | 0                         | 1                             | 8                                    | 7                    | 9                             |
| Женски | 1                         | 1                             | 6                                    | 19                   | 26                            |
| Укупно | 1                         | 2                             | 14                                   | 26                   | 35                            |
|        |                           |                               |                                      |                      |                               |
| Пол    | Остале услужне активности | Приватна домаћинства          | Екстериторијалне организације и тела | Непознато            | Непознато                     |
| Мушки  | 4                         | 0                             | 0                                    | 14                   | 14                            |
| Женски | 2                         | 0                             | 0                                    | 7                    | 7                             |
| Укупно | 6                         | 0                             | 0                                    | 21                   | 21                            |